# Aya Kamikawa
Aya Kamikawa (上川 あや) (née le 25 janvier 1968 à Tokyo) est une femme politique japonaise. Elle est la première personne trans élue conseillère municipale au Japon.

## Biographie
Assignée homme à la naissance, elle est la première personne trans à se porter candidate et remporter une élection officielle au Japon. Élue en avril 2003, Aya Kamikawa, écrivaine de profession, a rempli les papiers de sa candidature en laissant un espace blanc à la ligne « Sexe :... ».
Elle est élue pour un mandat de quatre ans en tant que candidate indépendante, sous une attention médiatique particulière, en étant classée sixième sur les 72 candidats en lice pour 52 sièges disponibles à l'assemblée de Setagaya, l'arrondissement le plus peuplé de Tokyo. Après que le gouvernement ait annoncé qu'il continuerait à la considérer officiellement comme un homme, elle a déclaré vouloir effectuer son travail politique en tant que femme. Ses principaux combats sont l'amélioration des droits des femmes, des enfants, des personnes âgées, des handicapés et des lesbiennes, gays, bisexuels et transgenres.
En avril 2007, elle est réélue pour un second mandat en étant classée deuxième sur les 71 candidats en lice pour les 52 sièges disponibles dans la même assemblée.
Elle est la seule personnalité politique municipale du Japon à être publiquement trans, jusqu'à Tomoya Hosoda en 2017.